# Pizzicato Polka
Pizzicato-Polka è una polka di Johann Strauss (figlio). e Josef Strauss.

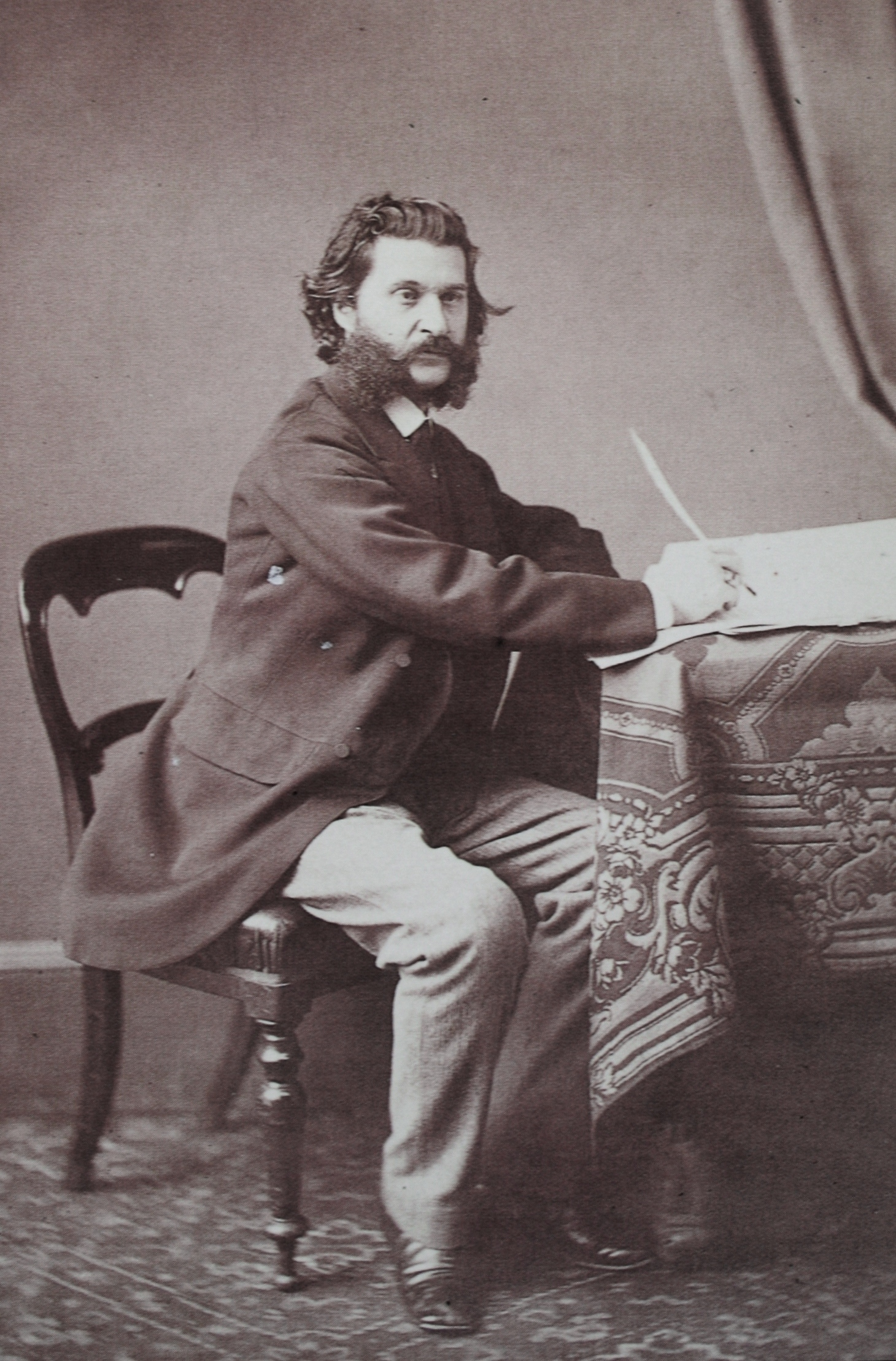
Johann Strauss II

Il secondo dei fratelli Strauss, Josef (1827-70), fu il primo a sposarsi, nel 1857. Fin dal primo giorno di matrimonio, Josef si sforzò di divenire finanziariamente indipendente in maniera continua così da potersi finalmente allontanare dall'abitazione di famiglia nel quartiere di Leopoldstadt e stabilirsi in una casa di sua proprietà con la moglie e la figlia. Questa possibilità sembrò avverarsi quando suo fratello Johann nel 1868 giunse ad un accordo per il quale si sarebbe diviso i concerti nella cittadina di Pavlovsk durante i mesi estivi del 1869 con Josef.
I due fratelli Strauss furono accompagnati nel loro viaggio in Russia dalla moglie di Johann, Jetty (1818-78), nelle cui lettere che inviava a casa non mancava di sottolineare il disaccordo esistente fra i due fratelli, Jean (Johann) e Pepi (Josef), disaccordo che aveva profondamente danneggiato lo spirito di collaborazione reciproca. Il 13 giugno 1869, Jetty scrisse da Pavlovsk alla moglie di Josef, Caroline (1831-1900) a Vienna:
(Jetty Strauss)
Il 1º aprile 1892, 23 anni dopo, Johann in una lettera indirizzata al suo editore Fritz Simrock raccontò la serie di eventi che portarono a questa collaborazione fraterna:
(Johann Strauss)
Johann Strauss non stava esagerando. Gli appunti tenuti da F.A. Zimmermann, un suonatore di viola nell'orchestra Strauss, chiaramente dimostrano che il lavoro non fu eseguito meno di nove volte nella stessa sera in cui fu presentato al pubblico russo il 24 giugno 1869.
Secondo Johann la polka fu la prima nel suo genere (il famoso pizzicato di Léo Delibes per il suo balletto Sylvia venne composto soltanto nel 1876). Nonostante il grande successo del lavoro, è strano notare che Johann e Josef omisero la Pizzicato-polka dai loro successivi undici concerti e fu reintrodotta solamente al loro spettacolo di beneficenza il 6 luglio 1869, quando il pezzo fu eseguito per un totale di sette volte.
Fuori delle terre dello zar, la Pizzicato-polka cominciò la sua conquista del mondo quando Josef Strauss la eseguì alla sua prima viennese il 14 novembre 1869 al Sofienbad-Saal. 
Oltre alla Pizzicato-polka (che venne suonata da un quartetto di musicisti) Josef presentò anche i suoi ultimi lavori scritti per i concerti di Pavlovsk di quell'anno: Ohne Sorgen! polka-schnell op.271, Frohes Leben Walzer op. 272 ed En passant Polka-française op. 273.